# 望洋閣

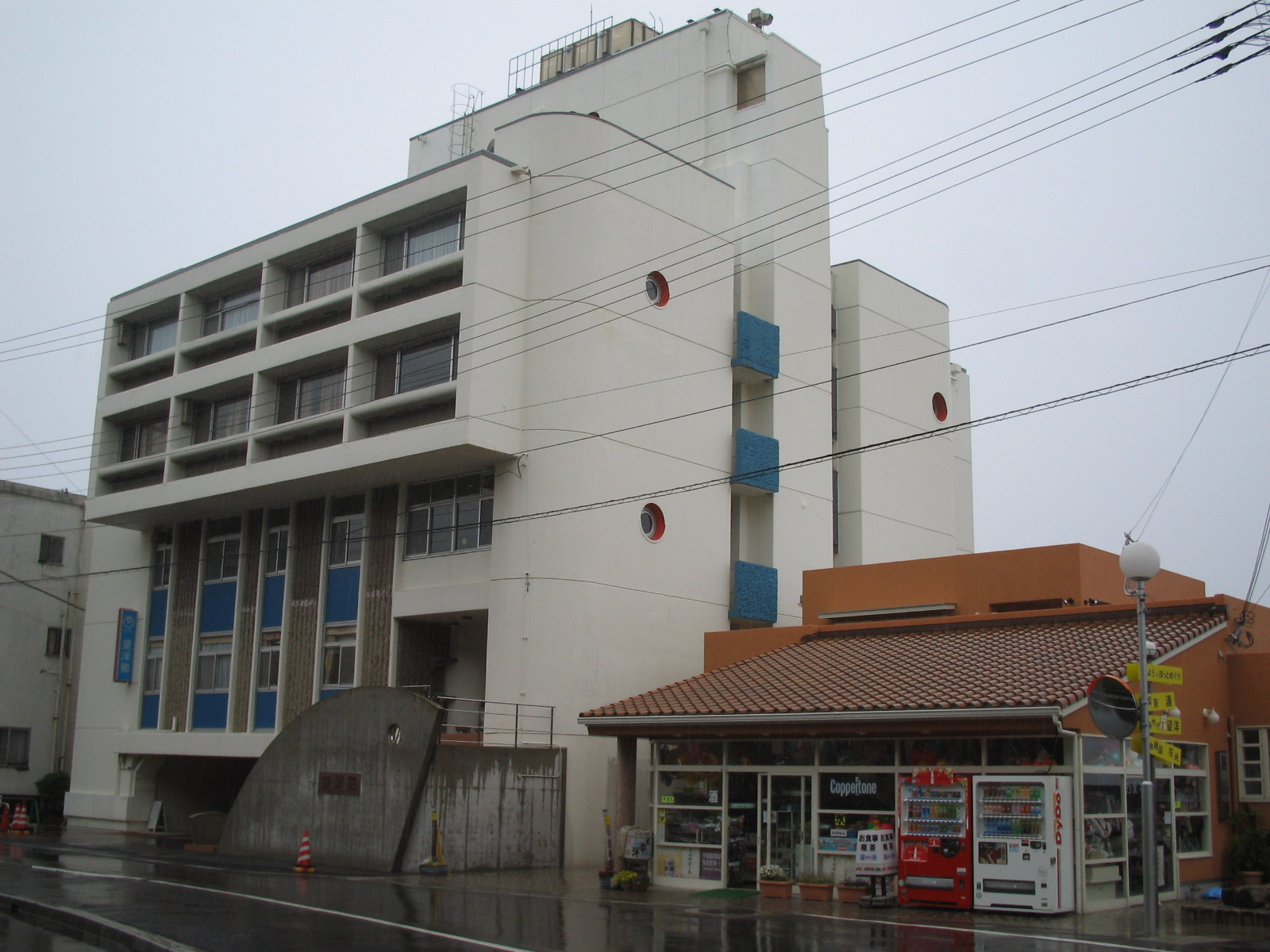
望洋閣

望洋閣（ぼうようかく）は、和歌山県にある保養所。

## 概要
望洋閣は、和歌山県西牟婁郡白浜町にある。この保養所は、NTT健康保険組合の白浜保養所として、白浜温泉、白良浜の近くに建設された。組合員でなくても利用することができる。

ABC「おはよう朝日です」「キャスト」で使用されているお天気カメラが設置されている。

白良浜海岸にはNHK和歌山放送局、MBS、テレビ和歌山、カンテレ、読売テレビもお天気カメラを設置している。

## 施設
天然温泉、宴会場、レストラン、和室14室がある。最大46人まで宿泊可能。温泉の泉質は、ナトリウム-塩化物泉。